# Narcís Bardalet Viñals
Narcís Bardalet Viñals   (Girona, 1 d'agost de 1953) és un especialista en medicina legal i forense català. Compagina aquesta especialitat mèdica amb la de pediatria.
És subdirector de l'Institut de Medicina Legal de Catalunya a Girona i professor de Medicina Legal i Ciències Forenses en la Llicenciatura de Criminologia de la UdG i d'Odontologia Forense de la UIC. Va ser el president de la Unió Esportiva Figueres entre el 2018 i el 2023.
Ha participat com a forense en les tasques d'identificació de cadàvers del tsunami de l'oceà Índic del 2004 a Tailàndia.
A més, va ser un dels metges que embalsamà Salvador Dalí.
La seva experiència professional va servir de base a la periodista Clàudia Pujol per escriure els llibres Diari d'un forense (2007), Diari d'un forense: anatomia de 10 crims reals (2009), i En l'escena del crim (2010).
El 2018, va publicar El que m'han ensenyat els morts per entendre millor la vida, amb els textos a cura de Tura Soler.
El 2022, va col·laborar en el programa de Crims del cas de la mort d'Evi Anna Rauter. El 2023 va participar en la sèrie documental El forense, de TV3, basada en les seves pròpies memòries.